# شب روی شیلی
شب روی شیلی یا شب بر فراز شیلی (روسی: Ночь над Чили) یک فیلم درام محصول ۱۹۷۷ در شوروی به کارگردانی سباستین آلارکون و الکساندر کوسارف است. این فیلم در دهمین جشنواره بین‌المللی فیلم مسکو شرکت کرد و برنده جایزه ویژه شد.
مانوئل (گریگوره گریگوریو) معمار جوانی است که هدف زندگیش ساختن خانه‌های زیبای جدید است. او به سیاست علاقه ای ندارد و به همه اطرافیان خود بی‌طرفی کامل نسبت به جهت‌گیری‌های سیاسی نشان می‌دهد. با این حال وقایع ۱۱ سپتامبر ۱۹۷۳ دنیای کوچک بی نقص او را در هم می‌شکند. قتل رئیس‌جمهور قانونی شیلی آلنده، دستگیری‌های بدون اتهام و تصمیمات دادگاه اساساً دیدگاه مانوئل را نسبت به آنچه اتفاق می‌افتد تغییر می‌دهد. به دلیل فرار یک فعال چپ مظنون از طریق آپارتمانش، معمار به زندان انداخته می‌شود، تحت شکنجه و آزار قرار می‌گیرد و شاهد اعدام‌های دسته جمعی (در استادیوم ملی) است. مانوئل متوجه می‌شود که تنها راه برای یک انسان صادق، راه مبارزه سیاسی یعنی مقاومت ملی است.

## بازیگران
- گریگور گریگوریو در نقش سالوادور
- نارتای بگالین در نقش سرباز شیلیایی
- اولگار فدورو در نقش گزارشگر جنایت (در نقش اولگ فدوروف)
- باادور تسولادزه به عنوان سناتور
- سباستین آلارکون در نقش گروهبان